# Diocesi di Glavinizza
La diocesi di Glavinizza (in latino Dioecesis Glavinitzensis) è una sede soppressa del patriarcato di Costantinopoli e una sede titolare della Chiesa cattolica.

## Storia
Incerte sono le origini della diocesi di Glavinizza, localizzata nei pressi di Valona nel sud dell'Albania. Una ecclesia Glabinitzae sive Acrocerauniae, suffraganea dell'arcidiocesi di Durazzo nella provincia dell'Epirus Novus, è menzionata nella Notitia Episcopatuum delle diocesi dipendenti dal patriarcato di Costantinopoli redatta all'epoca dell'imperatore bizantino Leone VI (886-912).
La diocesi fu eretta probabilmente durante il primo impero bulgaro nella prima metà del X secolo. Quando, nel 1018, i Bulgari furono sconfitti e il loro impero definitivamente annesso all'impero bizantino, tutte le sedi episcopali furono annesse al patriarcato di Costantinopoli, pur godendo di una certa autonomia, riconosciuta e garantita dall'imperatore Basilio II Bulgaroctono con un decreto del 1020; in questo testo Glavinizza, unita a Canina e a Neanisca, occupava il secondo posto, dopo Castoria, tra le diocesi suffraganee dell'arcidiocesi di Acrida. Il suo territorio corrispondeva all'incirca a quello che in passato era stato delle diocesi di Apollonia e di Amanzia. 
Nelle Notitiae episcopatuum del patriarcato di Costantinopoli, la sede di Glavinizza è documentata in due sole occasioni, nel X e nel XII secolo, la prima volta come "Glavinizza o Acroceraunia" e la seconda volta come "Glavinizza o Cefalonia". Agli inizi del XIII secolo, la sede fu assorbita da quella di Aulona, e poi, dal XIV secolo, dalla sede di Belograd.
Non sono molti i vescovi noti di questa diocesi: Michele, documentato da un sigillo datato tra X e XI secolo; un anonimo, menzionato prima di maggio 1020; e un altro anonimo documentato nel 1094/1095 in una lettera di Teofilatto di Ocrida. 
A partire dal XIV secolo la sede di Glavinizza fu unita a quella di Belegrado. Con il doppio titolo di "Glavinizza e Belegrado" sono noti tre vescovi: Callisto, il cui nome è trasmesso da un'iscrizione del 1373; un anonimo, menzionato in un'altra iscrizione del 1376 (probabilmente si tratta dello stesso Callisto); e Teodoro, documentato nel 1438 in un documento coevo di donazione. Con il vescovo Gregorio (1457), scompare il doppio titolo e rimane solo quello di Belegrado.
Quando l'Albania venne conquistata dagli Angioini (XIII secolo), furono erette alcune diocesi di rito latino. Al primo vescovo noto di Valona, Valdebruno, fu concesso il doppio titolo di episcopus Avelonensis et Glavinicensis. Non si conosce però una serie episcopale latina per questa diocesi.
Dal 1933 Glavinizza è annoverata tra le sedi vescovili titolari della Chiesa cattolica; la sede è vacante dal 31 gennaio 2025.

## Cronotassi

### Vescovi residenti
- Michele † (X/XI secolo)
- Anonimo † (prima di maggio 1020)
- Anonimo † (circa 1094/1095)
- Callisto † (menzionato nel 1373)
- Anonimo † (menzionato nel 1376)
- Teodoro † (menzionato nel 1438)

### Vescovi titolari
- Gabriel Bullet † (29 dicembre 1970 - 7 settembre 2011 deceduto)
- Krzysztof Jakub Wętkowski (24 novembre 2012 - 27 aprile 2021 nominato vescovo di Włocławek)
- Gustavo Adolfo Rosales Escobar (3 giugno 2022 - 31 gennaio 2025 nominato vescovo di San Jacinto)